# Braunkohle in Hürth
Die Braunkohle in Hürth und die darauf gründende Industrie im Rheinischen Braunkohlerevier waren mit ihren Veränderungen der Strukturen in Landschaft und Gesellschaft einer der Gründe für die Bildung der damaligen Großgemeinde Hürth aus der Bürgermeisterei Hürth im Jahre 1930. Sie spielte über hundert Jahre bis zum Abbau der letzten Kohle 1988 eine erste Rolle im Wirtschaftsleben. Aber auch bereits aus der frühen Neuzeit finden sich heute noch Spuren und Urkunden, die ein Wirtschaften mit der Braunkohle bezeugen. Auch nach dem Auslaufen des Abbaus prägen die auf der billigen Energie der Braunkohle aufbauende Chemische Industrie im jetzigen Chemiepark Knapsack und die Hürther Kraftwerke, vor allem das Kraftwerk Goldenberg, das einen Großteil der Stadt mit Fernwärme versorgt, den Ort. Die Geschichte des Braunkohleabbaus spiegelt sich in Hürther Straßennamen und vereinzelt auch noch sichtbar im Gelände wider.

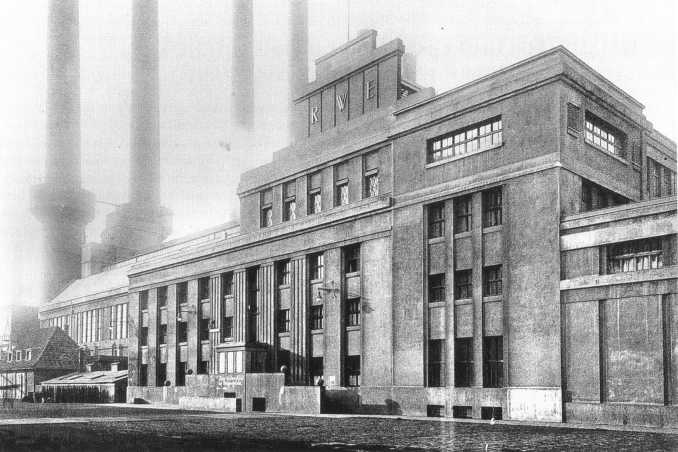
Goldenberg-Werk 1914

## Anfänge
Die Braunkohle wird im Gebiet des östlichen Villehanges durch die Hürther Bäche, insbesondere durch den Duffesbach im Hürther Tälchen angeschnitten, teilweise tritt auch in den Flözen gespeichertes Grundwasser in Quellhorizonten über den liegenden Tonen an den Hängen und Talmulden aus. Diese Gebiete werden als Broich bezeichnet: südlich von Hermülheim lag der Faulbroich, in (Alt-)Hürth der Ölbruch (= Uhl = Töpfer) und noch viele andere mehr. Beim Abbau von Tonen und Hanglehmen trat auch die Braunkohle zu Tage. Im Verlauf der wirtschaftlichen Blüte nach dem Dreißigjährigen Krieg wurde das Brennholz knapp, und man versuchte dann auch die Turf genannte Kohle zu trocknen und zu nutzen. Entlang der Talhänge der Quellbäche des Duffesbaches und der übrigen Hürther Bäche wurden auf dem Land der Grundherren und mit deren Erlaubnis Kuhlen in die Hänge getrieben und der Turf bis zum Grundwasser mit Hacke und Spaten abgegraben. Auf einer farbigen Karte der Kentenischer Dorffkaulen aus dem Jahre 1769, die zur Darstellung des Einzugsgebietes des für die Handwerksbetriebe an den Kölner Bächen wichtigen Duffesbaches diente, sind 22 solche Kuhlen in der Kendenicher und in der Hürther Hoheit dargestellt. Auf einer Karte von 1750 über eine Rodung bei Knapsack ist sogar eine offene tagebauartige Kentenischer Tourfgrub zwischen der Zülpicher Strass (Luxemburger Straße) und dem Kendenicher oder Kranzmaar-Bach auf Knapsack zu, sowie eine Alt Tourff Kulle im Commenderie-Wald, eine aufgelassene Grube zu sehen, möglicherweise die Försters Grube, im Wald unterhalb Knapsacks der Hermülheimer Kommende des Deutschen Ritterordens, des (außer den Kirchen und Klöstern) dritten Grundherren im Hürther Tal, und zwar zwischen Hürther Bach (Duffesbach) und dem zur Knapsacks Capell führenden Weg vom Hürther Bo[l]der Hof her, der heutigen Kapellen/Industriestraße. Oberhalb von Gleuel, am Südhang des Gleueler Baches, hatte der Hermülheimer Gastwirt und Zolleinnehmer Hermann Dümgen um 1751 eine offene Grube auf dem Land des Kölner Domkapitels gepachtet, die spätere Grube Gotteshülfe. Die Karte von 1751 zeigt bereits eine Wasserhaltung, die diesen ersten richtigen Tagebau im Rheinischen Revier zum Gleueler Bach hin entwässerte. Der Ausschnitt aus der Tranchotkarte der Mairie de Hürth im Blatt Frechen zeigt sowohl die Dümgen-Grube mit Grubenabfluss als auch den deutlich ausgefransten Bachhang südlich von Hürth und die recht große Kendenicher Kuhle.

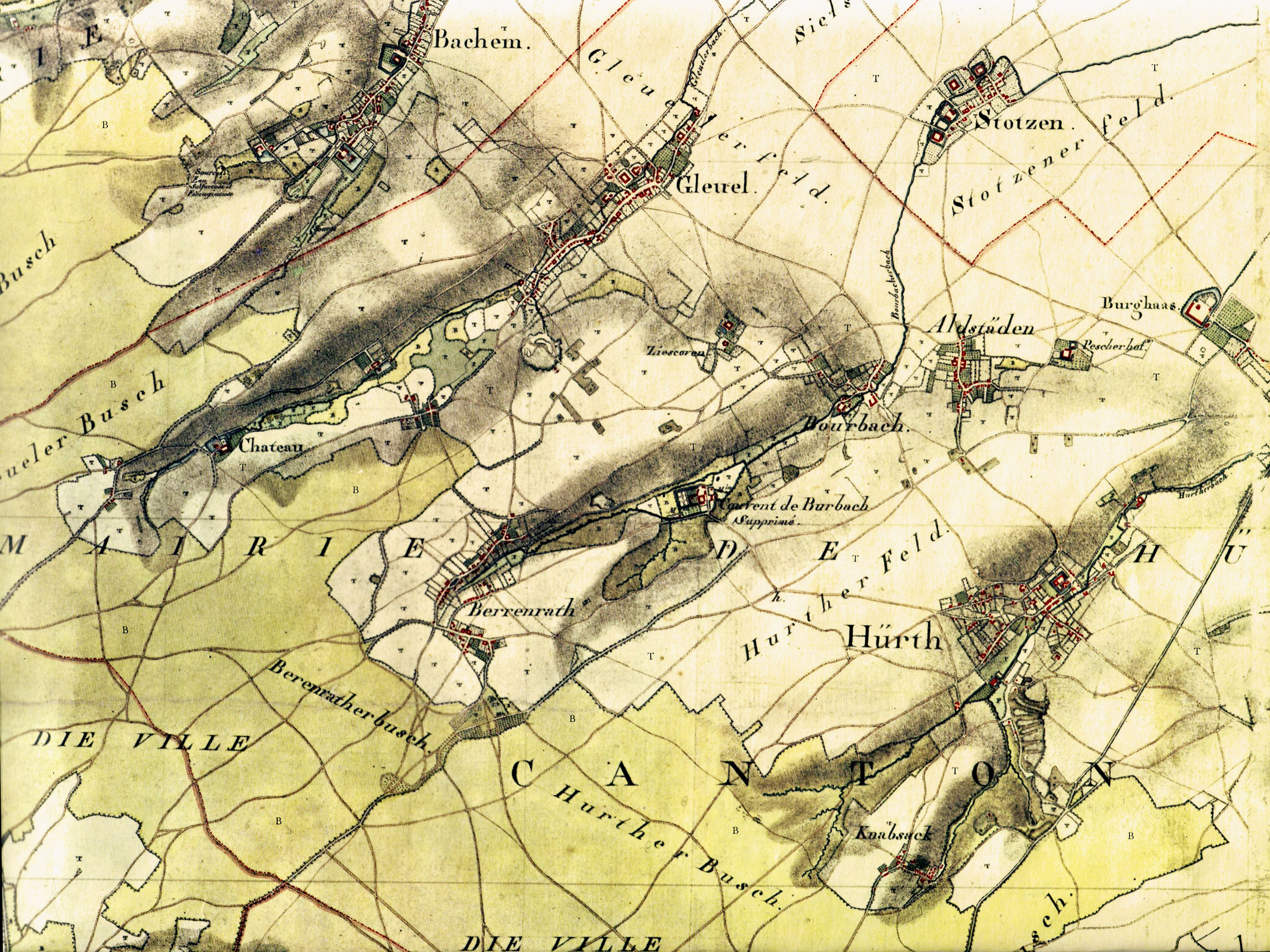
Ausschnitt Mairie Hürth, Karte von Tranchot 1807/08

1812, in der Zeit der französischen Herrschaft im Rheinland, wurden aus steuerlichen Gründen alle Gruben dem Bergrecht des Code civil unterworfen und erfasst. Es gab damals (außer den oben genannten nun wohl nicht mehr betriebenen Gruben) folgende Betriebe auf Arealen von 0,1 bis 0,6 km² und mit 3 bis 18 Tagelöhnern betrieben mit Ausbeute von 180 bis 437,5 t: Wilhelm Fischenich, Hürth; Johann Meul, Berrenrath; Wilhelm Schilling und andere, Gleuel; Gesellschaft Engelbert Schauff und andere, Zieskoven (ehemals zwischen Alstätten und Gleuel) und Rodius, Fischenich. Nur drei mit 12 bis 18 Arbeitern schafften 1200 und 1350 t pro Jahr, die Grube an den Pescher Höfen, das „Pescherwerk“ von Peter Rolshoven, die Grube von Emanuel Scholl und die Grube der Gesellschaft von Johann Antweiler, Hürth). Die Grube von Fischenich ging später im Hürtherberg auf, Schilling, Antweiler und Meul in der Gotteshülfe, Rodius in der Weilergrube und das Schauffsche Gelände wurde in die Theresia einbezogen.

## Erste Konzessionen

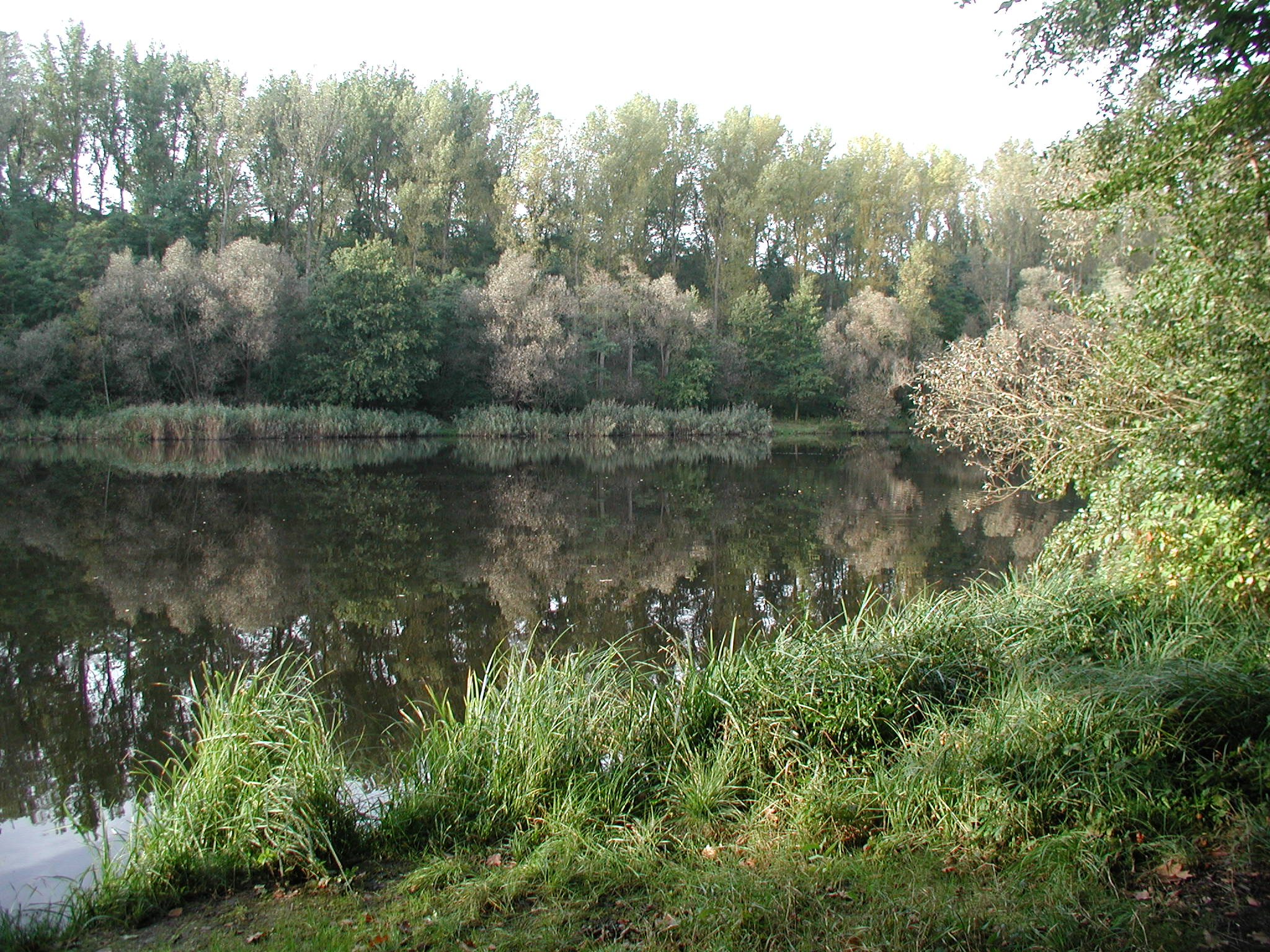
Gotteshülfeteich zwischen Gleuel und Berrenrath

In der Franzosenzeit wurde das Vermögen der kirchlichen Körperschaften enteignet (Säkularisation) und stand zum Verkauf oder zur Versteigerung. Dadurch erhielten viele begüterte oder reich gewordenen Personen die Möglichkeit, neues Land zu erwerben und zu bewirtschaften und dann auch auf eigenem Land Gruben anzulegen. Eine Möglichkeit, auch auf fremdem Land zu graben, wurde erst durch das spätere preußische Bergrecht ermöglicht. Anfangs galt das Französische Recht weiter (endgültig geändert 1865). Die ersten behördlichen Konzessionen beantragte 1813 in unserem Gebiet Emmanuell Scholl, der Sohn von Karl Josef Scholl, des Maire von Hürth, für 22 ha. Der Antrag wurde wegen des Endes der Franzosenzeit nicht mehr bewilligt. Der zweite Antragsteller, schon bei den Preußen, war 1818 der Burgherr von Aldenrath, Karl Josef Freiherr von Mylius, der damals der erste Preußische Bürgermeister Kölns war, für seine Ländereien oberhalb der Grube Dümgens. Die Myliusgrube wurde aber bald stillgelegt und erst 140 Jahre später von der Grube Gotteshülfe aus ausgekohlt. Die bisher schon bestehenden Gruben blieben in der Regel bestehen. Scholl beantragte dann 1824 erneut die Konzession aber für ein größeres Areal, die spätere Theresia (95,9 ha). Er wollte auch das Pescherwerk übernehmen und plante weitere Konzessionen mit über 250 ha. Die Witwe Rolshoven beharrte aber auf angestammten Rechten und erhielt am 24. November 1824 die Konzession für ihre 4,5 ha aber nur „bis zum Grundwasser“, darunter wurde Scholl konzessioniert, der für seine Grube einen Entwässerungsstollen baute. Dies war ein einmaliges Bergrechtkonstrukt. Was wäre, wenn der Spiegel durch den benachbarten Abbau sinkt? Probleme entstanden aber nicht, da Scholl vorerst nicht in der Nähe abbaute.
Auf einer Karte von 1831 nach der preußischen Bestandsaufnahme von 1816 sind für unser Gebiet folgende Gruben eingezeichnet: Die Weilergrube oberhalb Fischenichs beim Weilerhof, der Hürther Berg mit dem Feld Franziska auf der Höhe und der Grube des Hürther Grundherren, von Wolffen, am Ausgang des Hürther Tälchens, die die Kölner Kaufleute Ritter und Renner mit dem Burgland gekauft hatten (Konzession von 1822). Auf der anderen Talseite, dem Alstädter Berg, lag die Scholls Grube von 1824, die Emmanuel Scholl, französischer „Steuereinnehmer“ und Sohn des Hürther Bürgermeisters und früheren Betreibers der Kölner Lotteriegesellschaft, Carl-Josef Scholl († 1809), nach seiner Frau Theresia, geborene von der Rennen, Grube Theresia nannte. Das Pescherwerk der Familie Rolshoven blieb existent. Vor Berrenrath, in der Quellmulde des Burbaches, lag die kleine Koepsgrube (Konzession für den Berrenrather Peter Koep vom 24. Oktober 1819), die später von seinem Sohn, dem Berrenrather Ortsvorsteher Engelbert Koep, Grube Engelbert genannt wurde. Auch die Gleueler Grube Gotteshülfe ist verzeichnet. Viele kleinere, auch aufgegebene oder stillliegende Abgrabestellen auf eigenem Land, mögen noch dazu des Aufhebens nicht wert gewesen sein. Aber auch die größeren Gruben beschäftigten nur wenige Tagelöhner, meist auch nur in der Zeit, wenn die Feldarbeit ruhte. 1857 wurde die Grube Commenderie im ehemaligen Kommendewald für den Brauer Firmenich konzessioniert. Sie wurde bis 1872 für die Herstellung von Klütten genutzt, danach nur noch für den Betrieb der Sudkessel seiner Brauerei (heute Tennisplatzgelände, die Gewölbe existieren noch heute). Firmenich nutzte offensichtlich auch eine Grube jenseits des Hürther Baches, die in den amtlichen Karten verzeichnet ist. Die Gruben wechselten häufig die Besitzer oder lagen gar ganz still und gingen in Konkurs, da der Abbau und der Verkauf in die unmittelbare Nachbarschaft keinen rechten Gewinn brachte. Oft liest man auch, dass Grubenfelder konsolidiert (zusammengelegt) wurden, um wirtschaftlicher zu arbeiten, eine Entwicklung, die letztlich zum Großkonzern RWE Power führte.
Scholl wagte noch nicht den Schritt zum großflächigen Tagebau. Seine Grube betrieb weiterhin Tummelbau mit (1830 bis 1848) 11 bis 25 Arbeitern und 2000 bis 5500 Tonnen Kohle jährlich. Dennoch war sein Betrieb der erfolgreichste, was man an seiner Villa sehen konnte, die erst um 1980 herum abgerissen wurde (jetzt Ramada-Hotel). Sein Sohn Joseph begann dann 1855 schrittweise mit dem Tagebau und begann auch zu modernisieren, was den Betrieb aber in die roten Zahlen brachte. 1860 sank die Produktion auf rund 600 Tonnen. 1879 starb Joseph Scholl kinderlos. Nichten und Neffen versuchten, die Grube weiterzubetreiben.
1855 wurden in allen Gruben des Hürther Raumes etwa 6000 t Rohbraunkohle gewonnen, eine Menge, die 100 Jahre später in knapp zwei Stunden zusammenkam.

## Industrialisierter Abbau

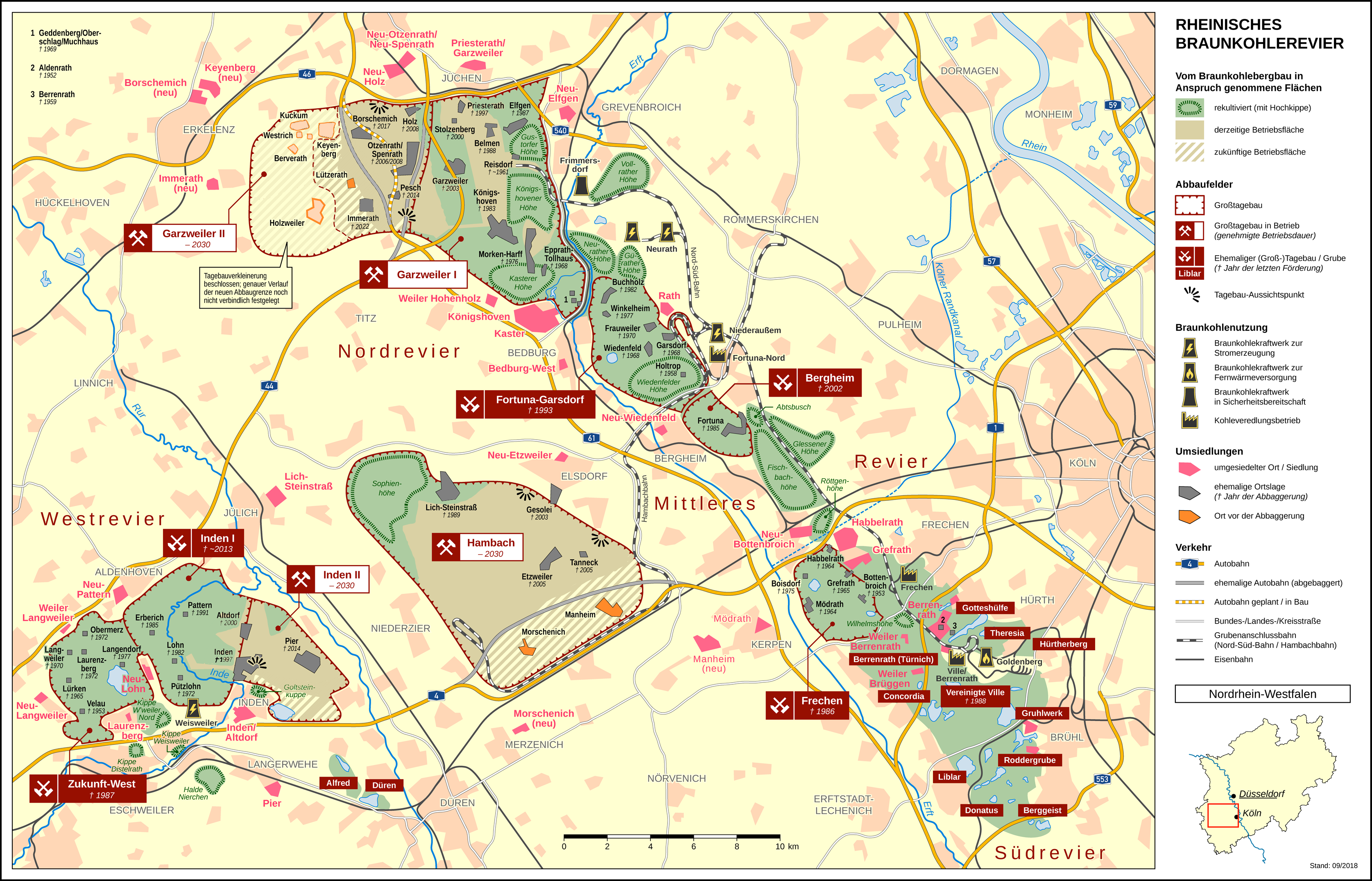
Rheinisches Braunkohlerevier

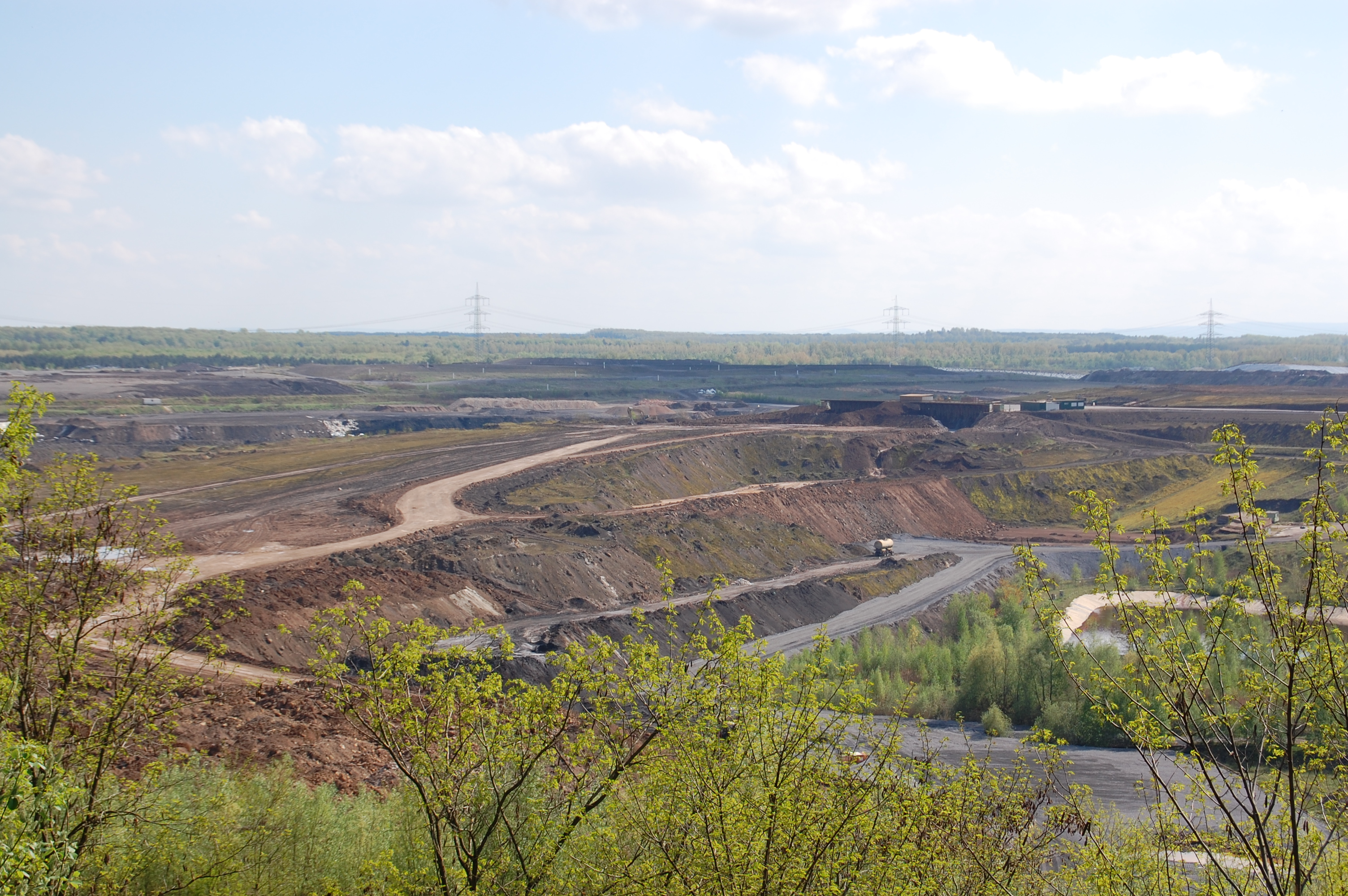
Ehemalige Grube Vereinigte Ville bei Knapsack (Deponie)

Am 1. März 1877 wurden in Brühl auf der Roddergrube die ersten Briketts nach dem Verfahren von Carl Exter gepresst. Bisher waren nur sogenannte Nasssteine ähnlich wie Ziegel geformt worden, die an der Luft getrocknet werden mussten, und nur wenig besser brannten als die bisher handgeformten Klütten. Dazu kamen nach und nach auch Maschinen für den Abbau von Abraum und danach für den Abbau und den Transport der Kohle in Gebrauch.

### Grube Rheinland und Ribbertwerke
Das erste Brikettwerk im Raum Hürth noch für Nasssteine wurde 1884 in Hermülheim für ein Feld zwischen Luxemburger Straße und Kendenich, das bereits 1867 verliehen wurde, von Emil Sauer zusammen mit dem Unternehmer Moritz Ribbert aus Hohenlimburg gebaut und bis zum Ausscheiden von Sauer 1886 als Gewerkschaft Rheinland geführt, es war verbunden mit einer Ziegelstein- und Tonröhrenfabrik. Als Marke hatte er sich Sternbrickett eintragen lassen (später Ribbert). Schon 1886 wurden drei dampfbetriebene Exterpressen mit sechs Röhrentrocknern eingeführt. Dazu konnte Ribbert den Abraum über der Kohle für den Bau der hochzulegenden Bahnanlagen um den Kölner Hauptbahnhof verkaufen. Ribbert hatte von Sauer noch Konzessionen bis nach Brühl hin erworben. Die Entscheidung für Hermülheim wurde getroffen wegen der Nähe zur Staatsbahn in Kalscheuren, an die Ribbert 1888 einen Anschluss bekam. Dieser diente als Villebahn in der Folge auch für die späteren und weiteren Werke im Raume Hürth letztlich sogar für Felder auf der anderen Seite der Ville bei Türnich. Das Feld Kendenich war in einem Jahr, das oberhalb liegende Feld Franziska I, das in großen Teilen nach mühsamen Verhandlungen vom Rittergutsbesitzer von Kempis, Kendenich, erworben wurde, in zehn Jahren ausgekohlt. Die zum Teil mit anspruchslosen Robinien und anderen Bäumen bepflanzten Böschungen der Grubenfelder sind im landwirtschaftlich rekultivierten Gelände östlich der Luxemburger Straße gut erkennbar, genau wie die übersteile Böschung zur Frenzenhofstraße Kendenichs. Danach wurde die Ribbertsche Fabrik mit Kohlen aus der Grube Engelbert bei Berrenrath mit Hilfe einer Seilbahn über (Alt-)Hürth, neben der Trierer Straße herführend, versorgt. 1920 wurden Grube und Fabrik vom Eschweiler Bergwerks-Verein übernommen. Nach der Auskohlung der Grube Engelbert wurde das Werk von der Roddergrube übernommen und die Seilbahn bis zu deren Feld Berrenrath verlängert. Das Werk und die Seilbahn waren in Betrieb bis zu einem Bombentreffer 1944, der die Fabrik völlig zerstörte. Das Gelände wird heute durch ein kleines Einkaufszentrum genutzt. Das bis auf die Grubenränder landwirtschaftlich rekultivierte Gebiet der Gruben ist durch Wege von allen Seiten her gut erschlossen. Der beste Zugang ist über den Römerkanal-Wanderweg gegenüber der Einmündung der Trierer in die Luxemburger Straße. Da auf einem Teil der Flächen die Bodenqualität nicht besonders gut gelungen ist, wurden sie im Rahmen der EU-Flächenstilllegung zu Grünlandbrachen umgewandelt. Sie sind so mit den Hecken und Baumpflanzungen an den Grubenrändern ein ideales Lebensgebiet für die Vogelwelt.

### Grube Theresia
1882 wurde die Theresia in eine 100-teilige Gewerkschaft (von 250.000 Mark) umgewandelt, die Scholls unter Führung von Viktor Scholl, einem ehemaligen Berufsoffizier, besaßen davon nur noch 17 Kuxe, die dann in eine 1000-teilige zu 400.000 Mark erweitert wurde, um eine Ziegelei und eine Brikettfabrik zu errichten. Die Brikettfabrik mit nur zwei Pressen konnte aber erst 1891 mit einer Anleihe finanziert werden. 1895 starb Viktor und mit der Firma ging es endgültig bergab. In der Kohlekrise nach 1901 wurde das Werk 1905 wegen Unrentabilität stillgelegt, die Gewerkschaft ging in Konkurs. Letzter Besitzer wurde 1908 nach mehreren Wechseln der Verkaufsverein der Rheinischen Braunkohlen-Brikettwerke.  Letztlich landete das Feld im Rheinbraun/RWEKonzern. Die Fabriken wurden in der Folgezeit abgerissen. Im ausgekohlten Gelände wurden 1937/39 die Hürther Sportanlagen gebaut.
Die restlichen Grubenfelder der Theresia bis hin zum Knapsacker Industriehügel wurden nach dem Neuaufschluss der Grube Gotteshülfe, 1951, erst 1965 wieder für den weiteren Abbau vorbereitet und dann von 1971 bis September 1983 zwölf Jahre lang ausgekohlt. Dabei kamen die vorher in der Grube Gotteshülfe eingesetzten zwei Eimerkettenbagger mit den internen Nummern 101 und 102 mit 9.000 cm³, Baujahr 1949 und 50 der Lübecker Maschinenbau Gesellschaft und ein Vorkriegsmodell von 1935 der Firma Krupp, der Eimerkettenbagger 197 mit einer Tagesleistung von etwa 39.000 cm³ zum Einsatz. Dazu kam der einzige LMG-Schaufelradbagger in den Hürther Gruben, Nr. 263 von 1952 mit 10.000 cm³ und ein LMG-Absetzer (Nr. 725) von 1949. Alle Geräte wurden nach Auslaufen der Grube an Ort und Stelle abgebaut und verschrottet. Kleinere Teile sind als Industriedenkmal am Rathaus aufgestellt. Abraum und Kohle wurden über eine 900 mm Spurbahn zum Absetzer und dem Kraftwerk Goldenberg transportiert. Ein Modellzug mit einer E-Lok von 1948 wird als Denkmal von einem Förderverein betreut.

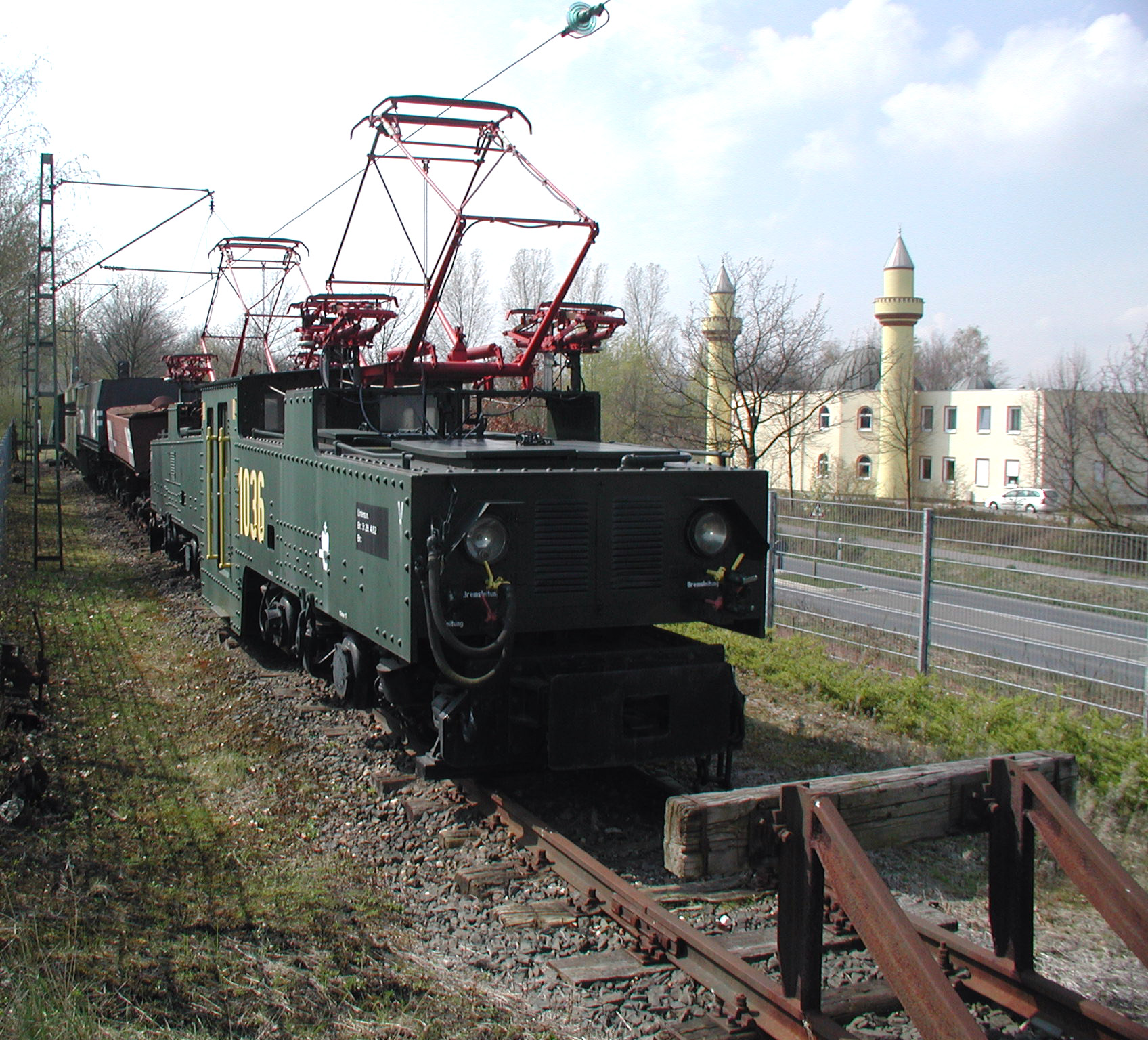
Lok 1036 der Schmalspurkohlenbahn-Industriedenkmal, Frechener Straße, Hürth

### Vereinigte Ville
1868 waren auf der Villenhöhe oberhalb Knapsacks sieben nebeneinander liegende Konzessionsfelder an den Brühler Bürgermeister Engelbert Poncelet vergeben worden, die aber wegen der fehlenden Verkehrserschließung nicht genutzt wurden. Erst 1901 wagte der Unternehmer und Hauptgewerke der Brühler Roddergrube, Friedrich Eduard Behrens, einen neuen Anfang, vereinigte die Felder zur Vereinigten Ville, schloss das Feld auf und baute eine erste Brikettfabrik. 1906 musste er seine neue Gewerkschaft und deren Mitgesellschafter aber mit der Roddergrube, die auch bei Berrenrath schon selbst Felder erworben hatte, zusammenschließen. Der Bahnanschluss erfolgte 1903 über den Anschluss Ribbert/Theresia als spätere Villebahn. Diese Unternehmung sollte den Erfolg der Braunkohlenindustrie bringen. Das Unternehmen schloss 1906 Kohlelieferungsverträge mit dem Kalkstickstoff-Werk im heutigen Chemiepark Knapsack sowie mit dem 1912–1914 errichteten später nach seinem Erbauer Goldenberg-Werk genannten Großkraftwerk des RWE. Außerdem wurden die Brikettfabriken auf zuletzt fünf Fabriken (mit Berrenrath sechs) erweitert, von denen die zuletzt erbaute heute noch als einziger derartiger Betrieb in Hürth als Kohleveredlungsbetrieb Ville/Berrenrath hauptsächlich Braunkohlenstaub für industrielle Großfeuerungsanlagen produziert. Beeindruckend ist heute noch der Anstieg aus der Rekultivierung um den Bleibtreusee zum Knapsacker Hügel mit seinen Industrieanlagen. Die Gruben Ville und der 1913 aufgeschlossene Tagebau Berrenrath wurden in der Folgezeit in den Staatsforst Ville und durch Zuerwerb älterer Felder Richtung Türnich und Frechen (Schallmauer/Gotteshülfefeld) erweitert. Das Hauptfeld Ville wurde bis 1976 abgebaut, ein Restfeld an der südwestlichen Ecke Knapsacks nochmals von 1983 bis 1988 (nur als besonders reine Brikettkohle). Die Kohle wurde bis 1976 mit elektrischen Schmal- und Vollspurbahnen, deren Gleise jeweils der Abbaukante folgten, abgefahren (beim Restfeld mit Bandförderung). Der Weg aus der Grube in die Fabriken erfolgte anfangs über drei Kettenbahnen ab 1925 für die Großraumwagen mit Elektroloks und dann aus der Grube über zwei Schrägaufzüge mit je 18.000 t pro Tag. Der Abbau erfolgte über Eimerkettenbagger, die sowohl im Tief- als auch im Hochschnitt (von der Fahrwerkebene aus gesehen) eingesetzt werden konnten, dazu kamen noch Schrämbagger. Große Schaufelradbagger kamen in Hürth noch nicht zum Einsatz. Erste Band-Absetzer wurden aber auch hier eingesetzt.

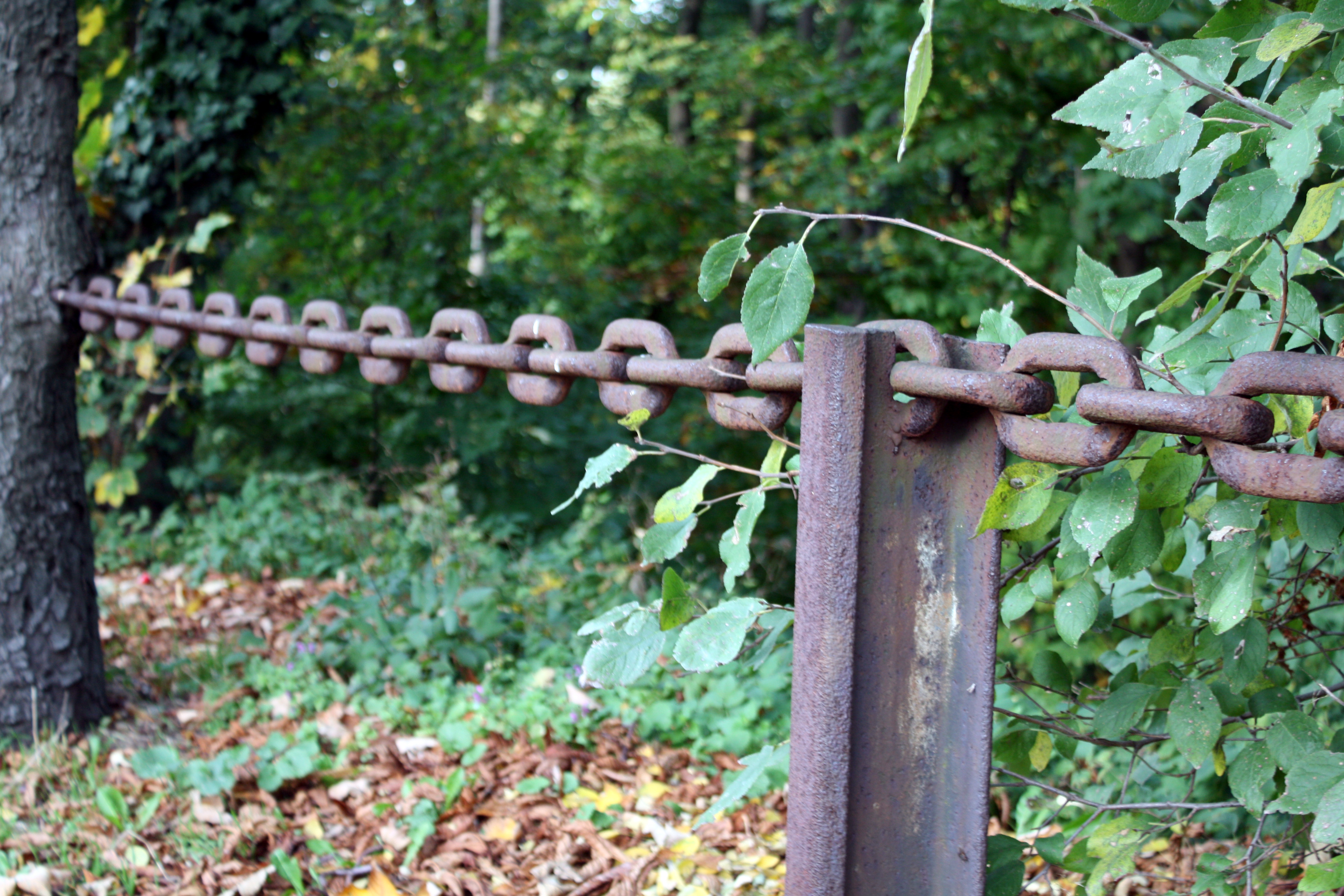
Kettenbahn vom Hürtherberg wird Wegesicherung

### Hürtherberg
Die letzte eigenständige industrielle Braunkohlengrube mit Brikettfabrik wurde 1908 auf dem alten Feld der Hürther Burgherren, später Ritter und Renner, dessen Tummel-Abbau trotz neu beantragter Konzessionen (1815, bewilligt 1822, Erweiterung bewilligt 1841, Förderung zwischen 1830 und 1860 im Schnitt etwa 1000 t pro Jahr mit etwa 5 bis 20 Mann Belegschaft) seit den 1870er Jahren fast vollständig ruhte, und die von den letzten Besitzern am 25. Mai 1906 an die Familie Werhahn verkauft worden war als Gewerkschaft Hürtherberg mit 850.000 Mark in 100 Kuxen und mit fünf Gewerken (darunter Werhahn mit 30 Kuxen) und einer Industrie-Obligationsanleihe zu 5 % von nochmal 1,2 Millionen Mark, neu errichtet. Auch sie wurde an die Ribbertsche Bahn angeschlossen. Die Besitzverhältnisse der Gewerkschaft wechselten in den 1920er Jahren zuletzt (1933) zu den Vereinigten Stahlwerken.

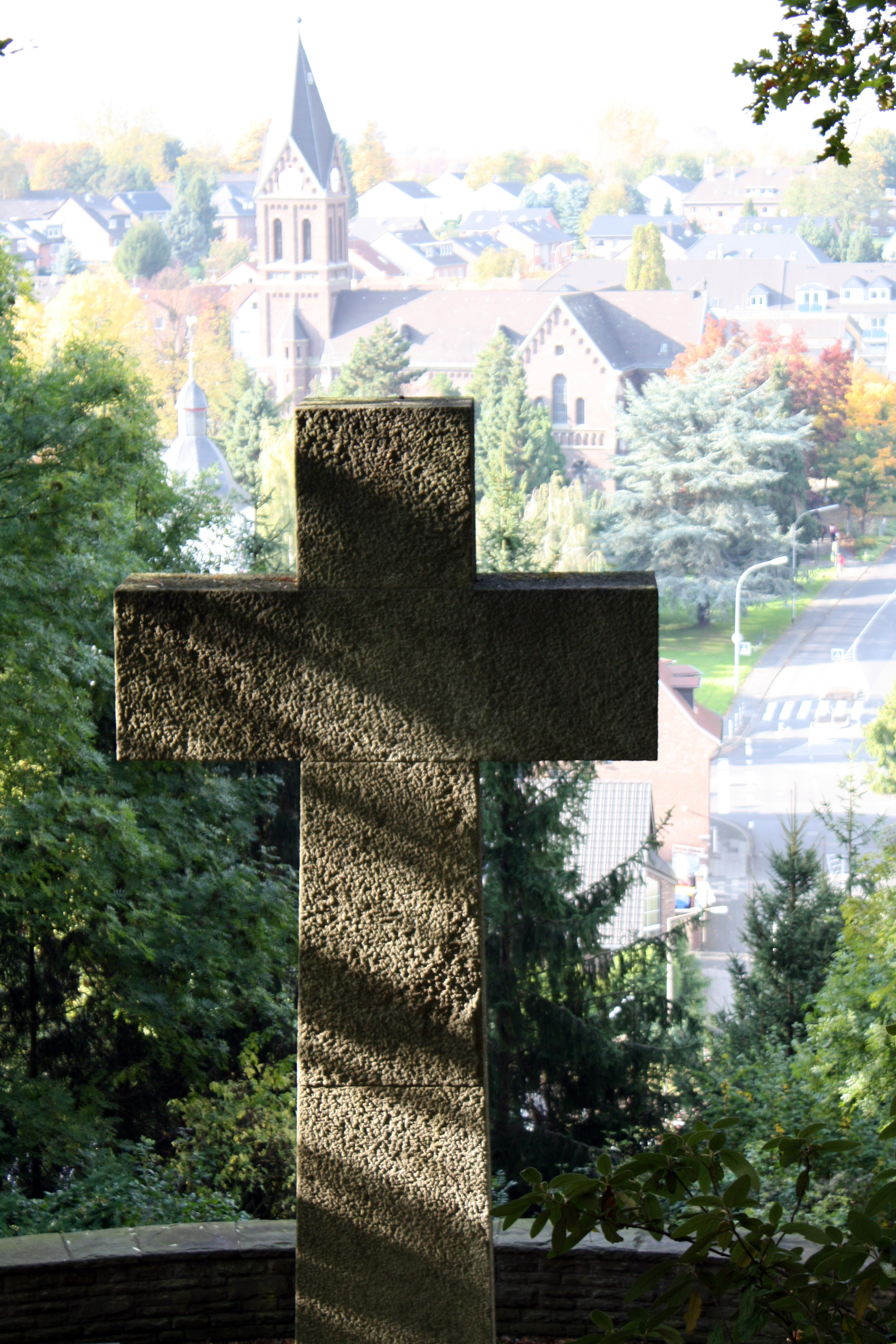
Blick von der steilen Kippenböschung auf Alt-Hürth

Da der Raum in dem ersten Abbaufeld sehr eng war, musste der Abraum mit steilen Böschungen zum Duffesbach hin aufgekippt werden. Diese Steilhänge wurden sofort zur Sicherung der Standfestigkeit bepflanzt. Das Waldgebiet mit einem See im Tagebaurestloch, der nach dem in der Rekultivierung Pionierarbeit leistenden Direktor des Werks (1919 bis zur Schließung 1960), Adolf Dasbach, benannt ist, die rekultivierte alte Grube und die Kipp sind jetzt als Landschaftsschutzgebiet das Naherholungsgebiet Hürtherberg. Der waldbestandene Teil um die ehemalige Fabrik wurde als Geschützter Landschaftsteil klassifiziert. Auch der Werksteil Hürth des Chemieparks Knapsack wurde mit besonderen Fundamentierungsmaßnahmen in einen wieder verfüllten Teil der Hürtherberg-Grube jenseits der Bergstraße und westlich der in die verfüllte Grube verlegten Luxemburger Straße gelegt. Südlich und westlich schloss an die Grube die Konzession Vereinigte Ville an.

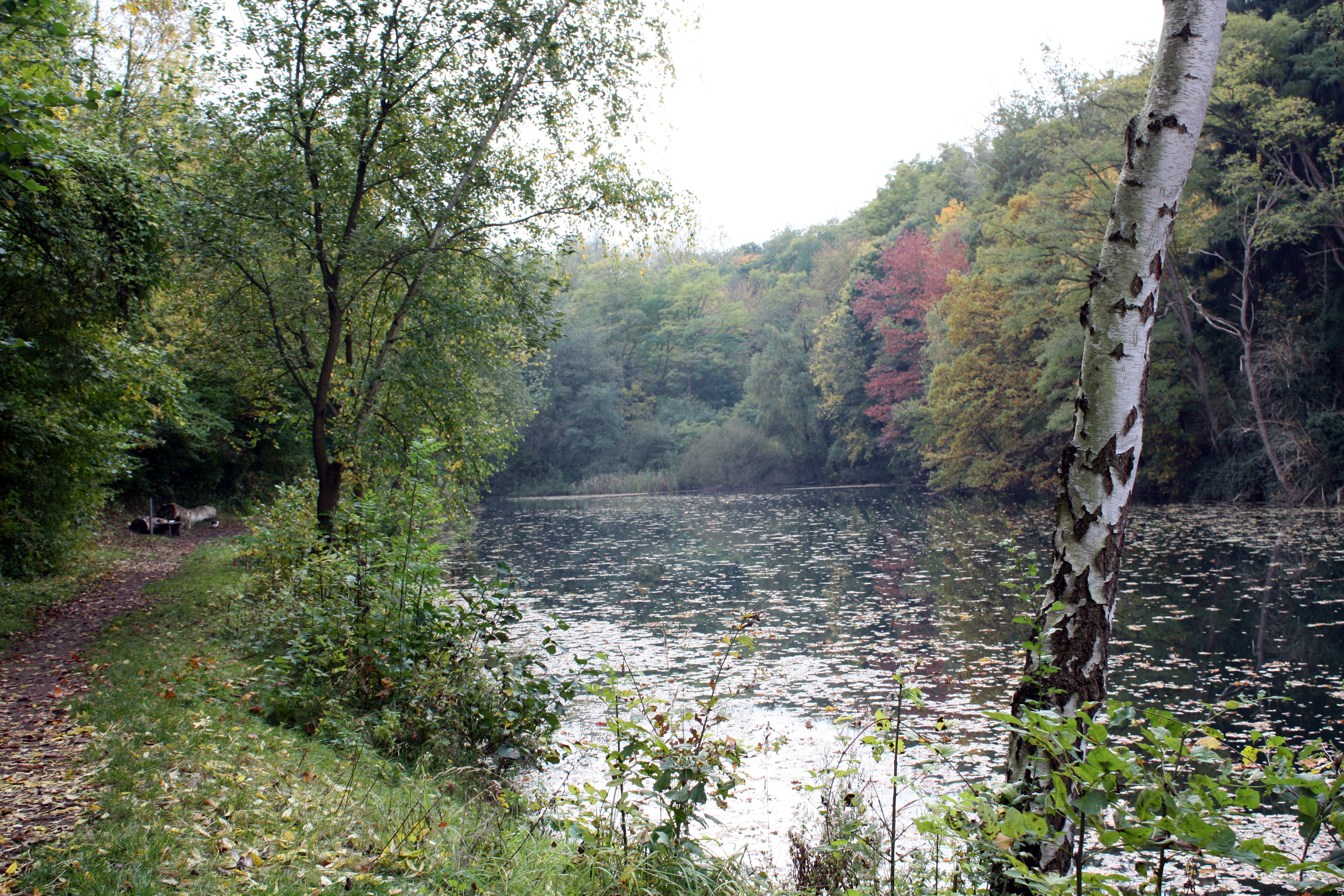
Adolf Dasbach-Weiher im Hürtherberg

Die Gruben am Nordosthang der Ville bauten alle ein Flöz ab, das zwar nur mit einer geringen Abraumschicht bedeckt war aber nur 3 bis 6 Meter Mächtigkeit hatte und oft auch noch mit Zwischenmitteln von Sand und Ton durchsetzt war. Sie hatten deshalb oft sehr um ihre Rentabilität zu kämpfen. Erst hinter dem Kierberger Sprung (Frechen-Knapsack-Kierberg), setzte das etwa 40 bis 75 Meter (nördlich der Bahnlinie Köln Aachen bis zu 100 Meter) dicke Hauptflöz ein mit etwa 12 Meter Abraummächtigkeit über der Kohle und bester, reiner Braunkohle, die besonders für Briketts geeignet war (→ Geologie der Niederrheinischen Bucht).
Da die Grube südlich der Trierer Straße bald ausgekohlt war, erweiterte man 1914 die Konzession um die Abbaufelder „Franziska“ südlich von der Ribbertgrube und „Vereinigtes Wilhelmsglück“ jenseits der Luxemburger Straße und dann 1915 um das Feld „an der Kranzmaar“ von Kendenich bis nach Brühl-Heide hin. Dort war das Flöz mächtiger und von weniger Zwischenmitteln durchsetzt. Die Kohle wurde, auch als schon längst auf der Ville elektrische Schmalspurwagen Kohle (und Abraum) bewegten, mit Hilfe einer durch einen Tunnel unter der Luxemburger Straße hindurchgeführten Kettenbahn mit Loren oder Hunten zur Fabrik transportiert. Das letzte Feld wurde bis Dezember 1960 ausgekohlt. Der Abraum wurde mittels einer stählernen Förderbrücke auf die andere Seite des Abbautroges gebracht und dort verkippt und direkt rekultiviert. Die Mechanisierung des Abbaus und die Steigerung der Produktion durch zuletzt neun einfache und drei Doppelpressen bis zu knapp 200.000 t pro Jahr erfolgte stetig. 1961 wurden die Kuxe von Rheinbraun übernommen und die Fabrik abgerissen. Reste sind noch in einem sich selbst überlassenen Gebiet hinter der Hermülheimer Feuerwache zu sehen. Erwähnenswert ist noch, dass die Generatoren des Werkes 1945 als erste und einzige nach der Besetzung durch die Amerikaner für einen Teil Hürths, insbesondere das Krankenhaus, Strom liefern konnten.

### Randfelder
An Grubenfeldern, die von den Nachbargemeinden her aufgeschlossen wurden, aber bis zum Gemeindegebiet reichten, sind noch zu erwähnen: Die Grube Schallmauer an der Grenze zu Bachem, Louise (Türnich) und Bleibtreu (Köttingen).

## Bergarbeitersiedlungen
Bedeutende Bergarbeitersiedlungen finden sich in Gleuel um die Barbara- und Bergmannstraße, in der 1946 fertiggestellten Siedlung Berrenrath (der Teil Berrenraths, der auf ausgekohltem und 1919 wieder auf die ursprüngliche Höhe aufgeschüttetem Gelände steht, das an die ursprüngliche Ortslage anschloss) um die Glückaufstraße neben dem Kohleveredlungsbetrieb Ville/Berrenrath auf der Villenhöhe, früher auch in Knapsack und an der Villestraße neben der Brikettfabrik Berrenrath (Bau 1914). Siedlungen des RWE für die Kraftwerker lagen in Alt-Hürth (Clementinenhof ((Denkmalschutz)), Mühlenstraße, Firmenichstraße und Kreuzstraße) und in Efferen um die Hertzstraße. Weiterhin befindet sich eine alte RWE Siedlung im Stadtteil Hermülheim (Thiel-, Lessing- und Hans-Böckler-Str. in der Blumensiedlung).
Die standortbedingte Chemie (ehemals Hoechst AG, heute Chemiepark Knapsack) hatte ihre heute unter Denkmalschutz gestellte Oberbeamtenkolonie um die Dr.-Krauß-Straße (Werkleiter seit 1912) in Knapsack, die nicht umgesiedelt wurde.

## Umsiedlungen

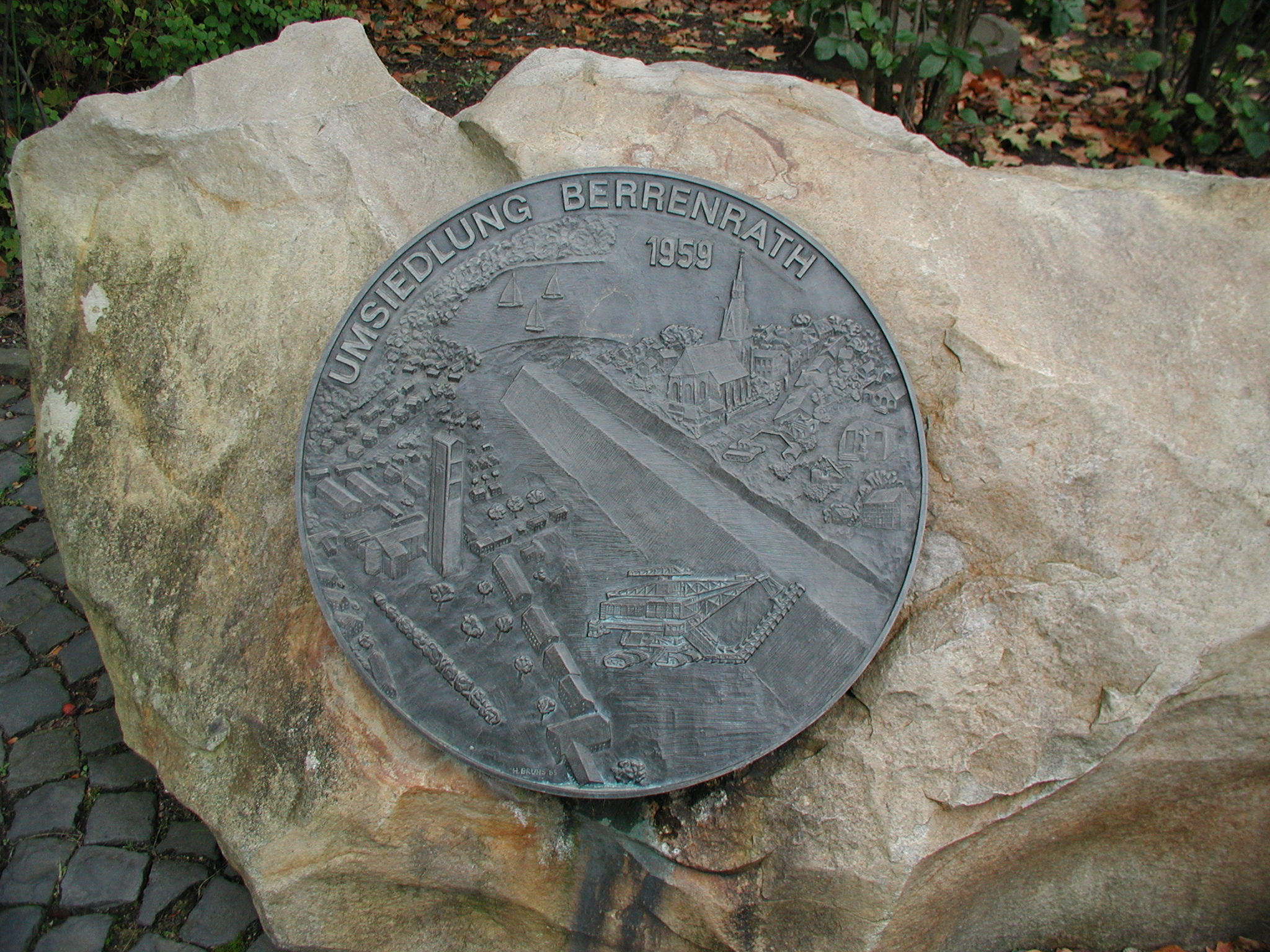
Gedenkplakette zur Umsiedlung Berrenraths

Schon sehr bald zeichnete sich ab, dass zum systematischen und vollständigen Abbau der sich langsam erschöpfenden Grubenfelder eine Umsiedlung der kleineren Weiler und Ortsteile notwendig wurde. Als erste wurden um 1936 zwischen Hürth und Gleuel die Siedlungen Ursfeld, Zieskoven und Aldenrath (hauptsächlich nach Gleuel Neuzieskoven) umgesiedelt. In den 1950er Jahren (1952–1959) erfolgte die geschlossene Umsiedlung von Berrenrath auf das Gelände des rekultivierten Aldenrather Felds, wo früher der Weiler Aldenrath lag. Die ehemals durchgängige Bebauung an der Alstädter Straße (von Alt-Hürth aus) wurde in den 1970er Jahren abgerissen und weggebaggert. Die heutige Alstädter Straße geht nur noch bis zur neuen, im ausgekohlten Theresiafeld geführten Umgehungsstraße, der Frechener Straße. Der größte Teil der Wohnbevölkerung Knapsacks wurde aus Gründen der Umweltbelastung umgesiedelt, nicht wegen der Braunkohle, sondern wegen der damaligen Staub- und Abgasbelastung der Kraftwerke und der Chemie. Das Straßennetz mit den alten Namen blieb teilweise im Industriegebiet Knapsack erhalten. So gibt es in Knapsack die einzige Kirch- und Schulstraße der Stadt Hürth, aber weder eine Schule noch eine Kirche (die anderen Kirchstraßen wurden in beispielsweise Severinusstraße umbenannt).

## Straßenverlegungen
Die bedeutendste Straßenverlegung ist die Verschiebung der einst schnurgeraden Römerstraße Trier–Köln, der Luxemburger Straße, in den rekultivierten Tagebau des Hürtherberges. Die ehemalige Trasse ist noch erkennbar im unterschiedlichen Bewuchs der Waldflächen in der rekultivierten Grube westlich der neuen Straße. Die alte Agrippa-Straße Köln–Trier soll auch durch geeignete Maßnahmen im Bereich, in dem sie abgebaggert wurde, wieder erkennbar gemacht werden. In den aufgefüllten Tagebauen war genügend Platz für moderne Straßenführungen, davon profitieren die Benutzer der Bundesautobahn 1 und die vieler neuer Verbindungs- oder Umgehungsstraßen zwischen den und um die Hürther Ortsteile.

## Rekultivierung

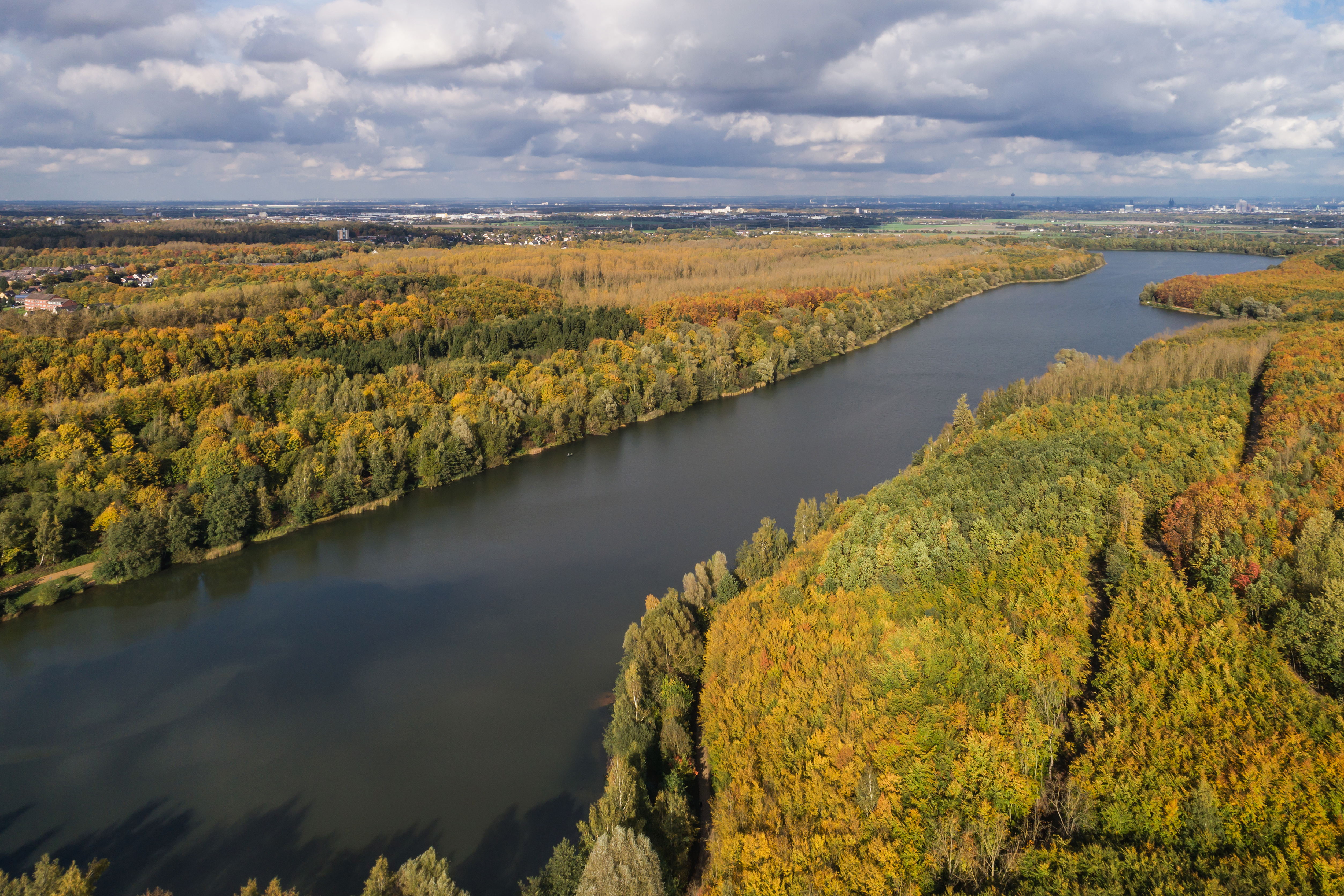
Otto-Maigler-See

Nachdem die Felder zwischen Kendenich und Hermülheim zum Teil bereits vor dem Zweiten Weltkrieg landwirtschaftlich rekultiviert worden waren und der Hürtherberg unter Adolf Dasbach in seiner Grube Pionierarbeit geleistet hatte (ein Wanderweg führt durch die forstlich rekultivierten Gebiete zwischen Kendenich und Heide), konnte die Hürther Mitte mit dem Otto-Maigler-See, einem Sport- und Badesee, und dem daneben liegenden Landschaftsschutzgebiet Hürther Waldsee planerisch gestaltet werden. Auf der landwirtschaftlich rekultivierten Berrenrather Börde ist 1965–1971 ein bäuerlicher Weiler entstanden. Das zuletzt ausgekohlte Gebiet bei Knapsack, das Ville Nordfeld, wird als Naturschutzgebiet sich selbst überlassen. Südlich von Knapsack erstreckt sich im neuen Villenforst die Mülldeponie der Stadt Köln und die Aschendeponie der Hürther Kraftwerke. Zum Glück konnte der Plan, dort auch noch eine Giftmülldeponie einzurichten, nicht verfolgt werden. Die Deponien werden sukzessive abgedeckt und begrünt.

## Nachleben in Straßennamen
Die abgebaute Villebahn lebt noch in der Straßenbezeichnung An der Villenbahn in Alt-Hürth weiter. Auf alte Grubenfelder gehen die folgenden Straßen zurück: Zur Roddergrube in Berrenrath, Engelbertstraße im Industriegebiet Knapsack, Hürtherberg- und Schollstraße sind Seitenstraßen der Duffesbachstraße in der Nähe des alten Standorts der Brikettfabrik Hürtherberg, die Straße Zur Gotteshülfe führt zum jetzigen Otto-Maigler-See, dem Restloch der Grube. Die Theresiastraße und die Theresienhöhe liegen oberhalb des Einkaufszentrums. Nach Persönlichkeiten sind benannt der Adolf-Dasbach-Weg an der Jugendherberge in Kendenich, die Behrensstraße und die Von-Mylius-Straße in Berrenrath und die Ribbertstraße am Südende von Hermülheim. Dort erinnert auch die Eschweilerstraße an einen der ehemaligen Besitzer der Ribbertwerke, den Eschweiler Bergwerksverein. Die Schollstraße erinnert nicht nur an die alte Grube, sondern auch an deren erste Besitzer, die Hürther Bürgermeisterfamilie Scholl.